# Église Saint-Michel de Murato
L'église Saint-Michel (San Michele) est une église catholique située à Murato, en France.

## Localisation
L'église San Michele se trouve dans le département français de la Haute-Corse, sur la commune de Murato.
Elle est située au lieu-dit « San Michele », à l'entrée de la commune par la D5, à un kilomètre du village. Point fort de la commune, elle est très visitée (demander la clé à la mairie si nécessaire). Une messe y est célébrée le 8 mai pour la fête communale. Durant la saison estivale, on peut la trouver ouverte au public.

## Historique

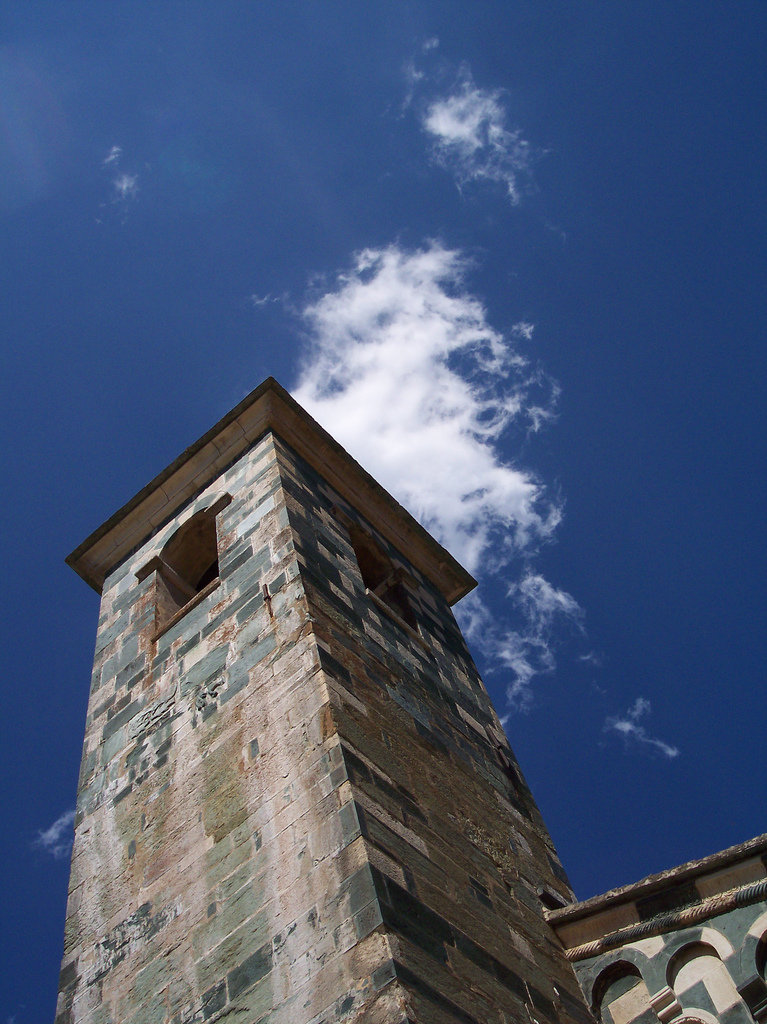
Clocher de San Michele

San Michele est une petite église d'architecture romane, l'une des plus belles de Corse.
Datée du milieu du XIIe siècle sans doute vers 1140, elle a été consacrée vers 1280. Elle fut édifiée alors que la Corse était sous l'imperium de Pise. Son style est typiquement roman pisan, polychrome (bicolore), reconnaissable par l'alternance de pierres de couleurs verte (serpentinite verte) et blanche (calcaire), assemblées en dessinant irrégulièrement des damiers et des zébrures.
Elle est semblable aux prestigieux édifices de Pise (tour, cathédrale et baptistère) et à de nombreuses églises de Toscane. Mais elle en diffère, notamment par sa taille beaucoup plus petite, comme la plupart des édifices insulaires pisans de l'époque.
L'édifice est classé au titre des monuments historiques depuis 1840.

## Architecture
L'église est de plan simple, constituée d'une nef unique prolongée d'une abside semi-circulaire. Comme dans la grande majorité, la nef est orientée sur un axe est/ouest, l'abside à l'est, la façade principale à l'ouest. L'appareillage polychrome est d'une facture soignée ; les pierres de couleurs verte (serpentinite) et blanc (calcaire) taillées qui sont utilisées, mettent en valeur harmonieusement ses murs. Le haut des murs est orné de lombardes (arcatures sur modillons).
La façade occidentale, la principale, est ornée d'un clocher-porche soutenu par deux piliers cylindriques et massifs. Le linteau de sa porte provient de l'ancienne église principale de la pieve de Bevinco. La façade sud dispose d'une porte latérale. Les façades nord et sud sont pourvues chacune de deux fenêtres-meurtrières. Dans la partie supérieure de la façade orientale, le chevet, une petite ouverture en forme de croix grecque l'anime et donne un peu plus de lumière à l'intérieur. L'abside est dotée d'une fenêtre-meurtrière.
L'église présente de remarquables motifs naïfs que l'on retrouve sur ses murs et qui sont étonnants par leur fantaisie et leur variété : les modillons représentent des personnages (homme et femme) ainsi que divers animaux. L'édifice est ceinturé d'une frise formée de petites arcades aux bases sculptées de motifs divers : gerbes de blé, pièces, main coupée, ciseaux. Présentes sur chaque façade, les étroites fenêtres-meurtrières sont ornées de remarquables linteaux, frises et entrelacs de serpents. L'une des fenêtres-meurtrières de la façade sud est constituée d'une architrave d'un seul bloc, creusée d'un petit arc, et décorée d'un plat-relief de deux serpents entrelacés, la gueule ouverte, faisant face à deux oiseaux. Dans les angles supérieurs sont disposées des étoiles entrelacs. Les modillons au-dessus représentent l'un un batracien bicéphale et l'autre une fleur stylisée. La fenêtre-meurtrière de l'abside est du même modèle que celles des façades latérales. Elle n'est pas sculptée mais incrustée de pierres sombre qui forment deux rosaces et une sorte d'arc de décharge.
Le clocher-porche carré soutenu par de lourdes colonnes appareillées clair et sombre, a été surélevé au XIXe siècle. Sous les arches du clocher, trois arcatures animent la façade, au-dessus de la porte principale. Ces arcatures doubles, de largeurs différentes, sont appareillées en alternance de claveaux clairs et sombres. L'arcature de droite est moulurée de plusieurs tores. Les modillons sont sculptés d'animaux, rappelant ceux qui ornent la façade de l'église de la Trinité d'Aregno.
À l'intérieur sont un autel simple et des vestiges de fresques murales. Les peintures monumentales sur enduit L'Annonciation, datées du XIVe siècle, sont à l'état de restes. Elles sont classées (Notices PM2B000376 à PM2B000378) depuis le 30 juin 1908.

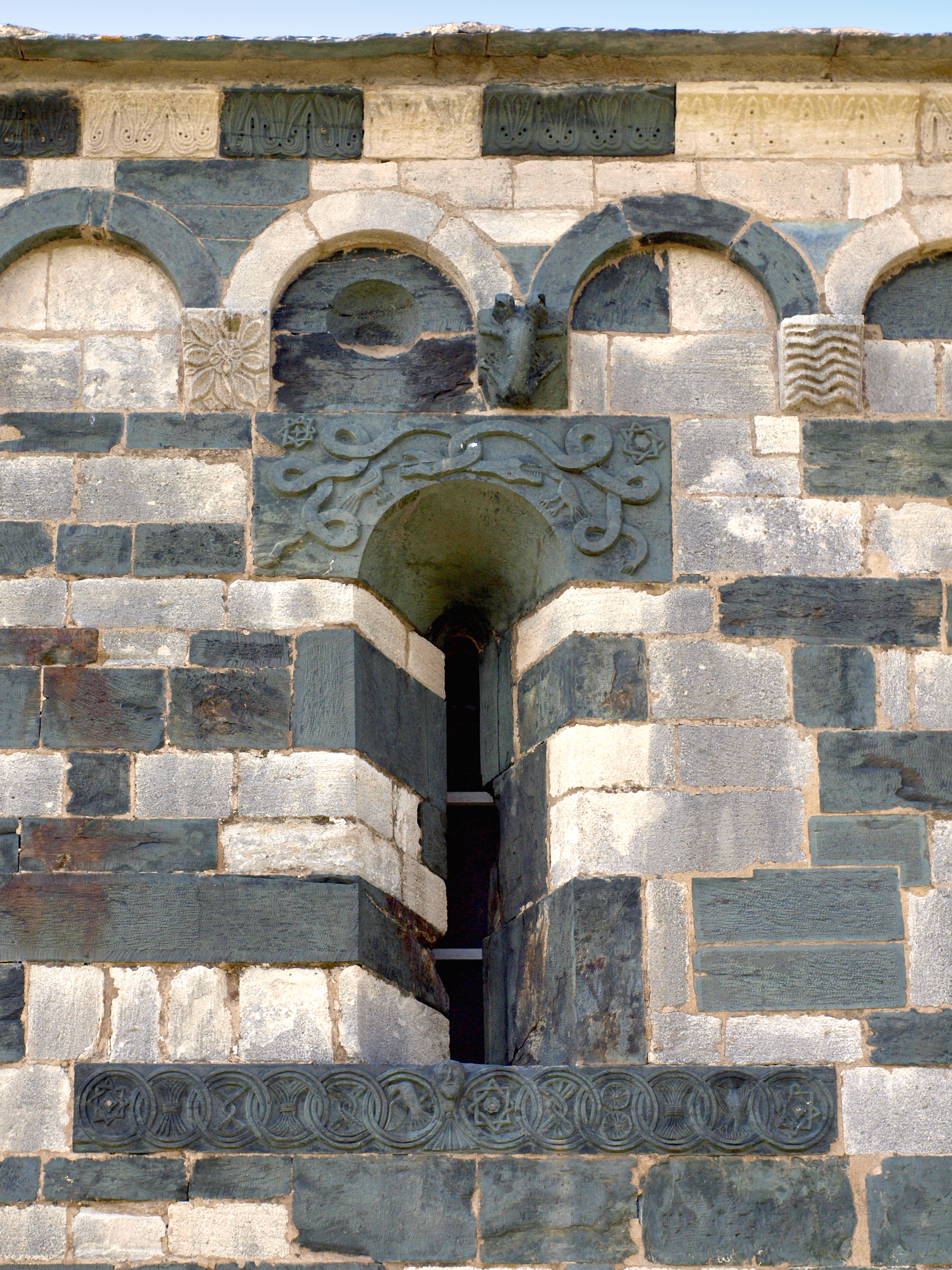
Fenêtre meurtrière Est
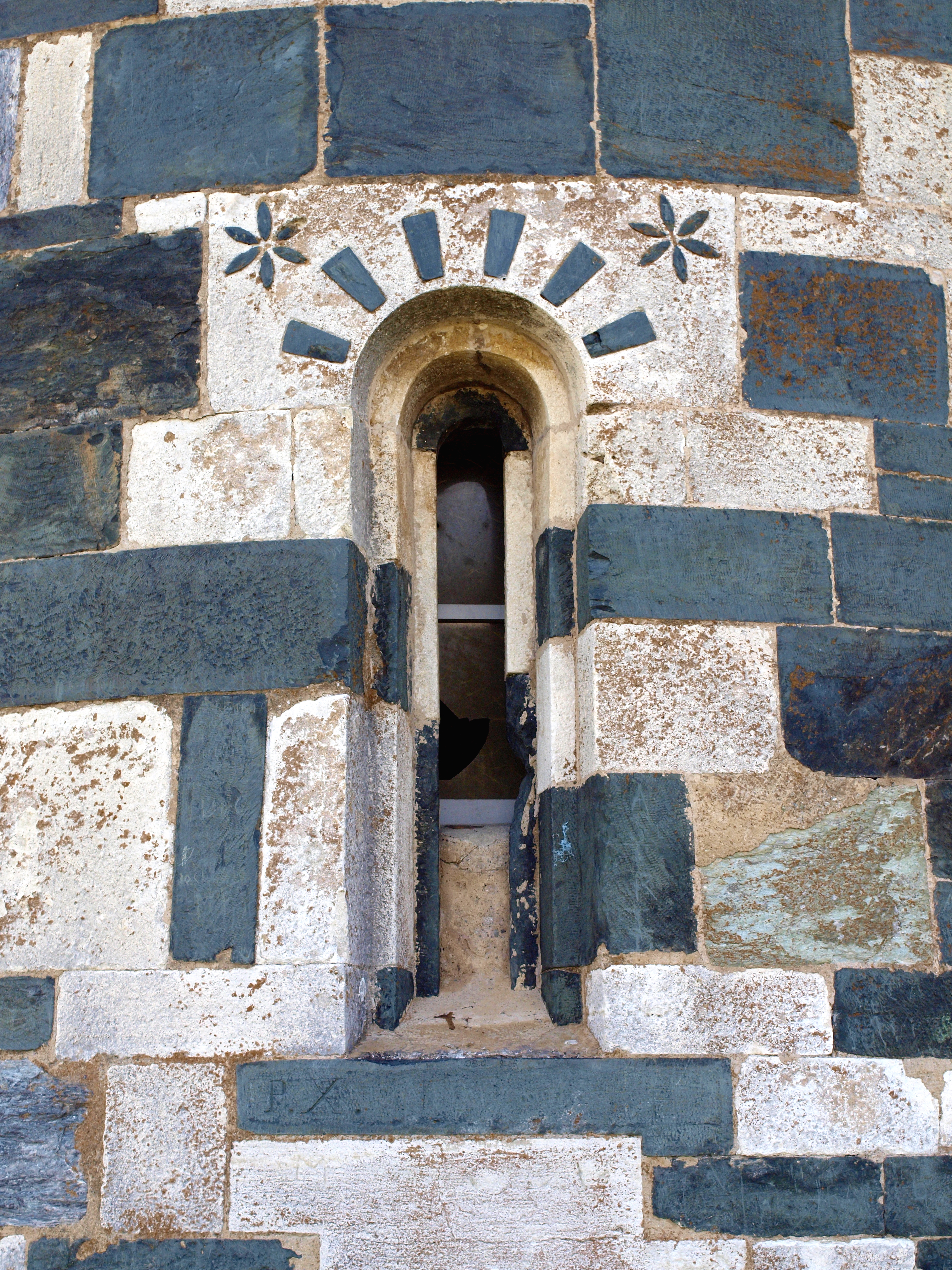
Fenêtre Nord
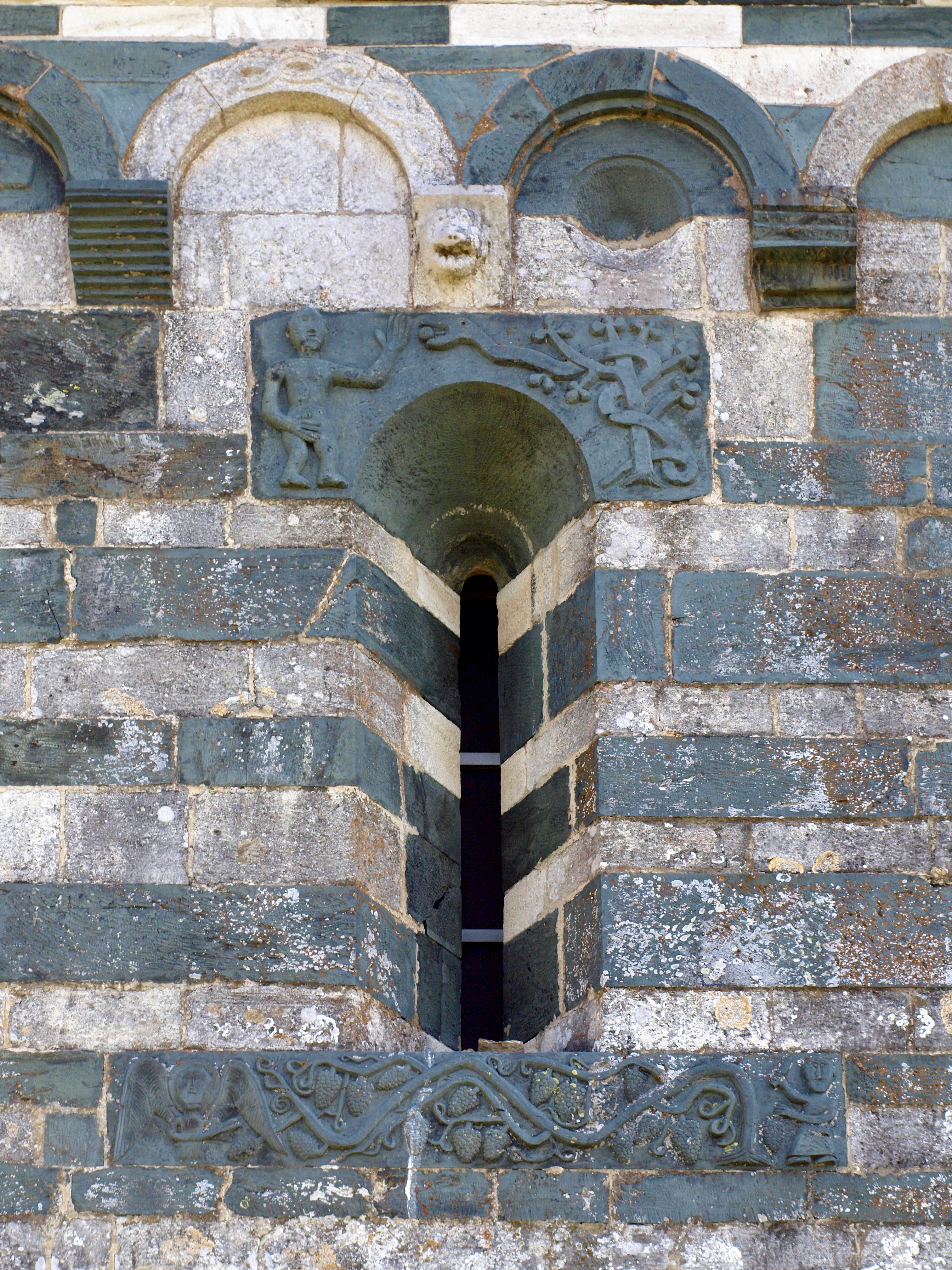
Fenêtre meurtrière Ouest
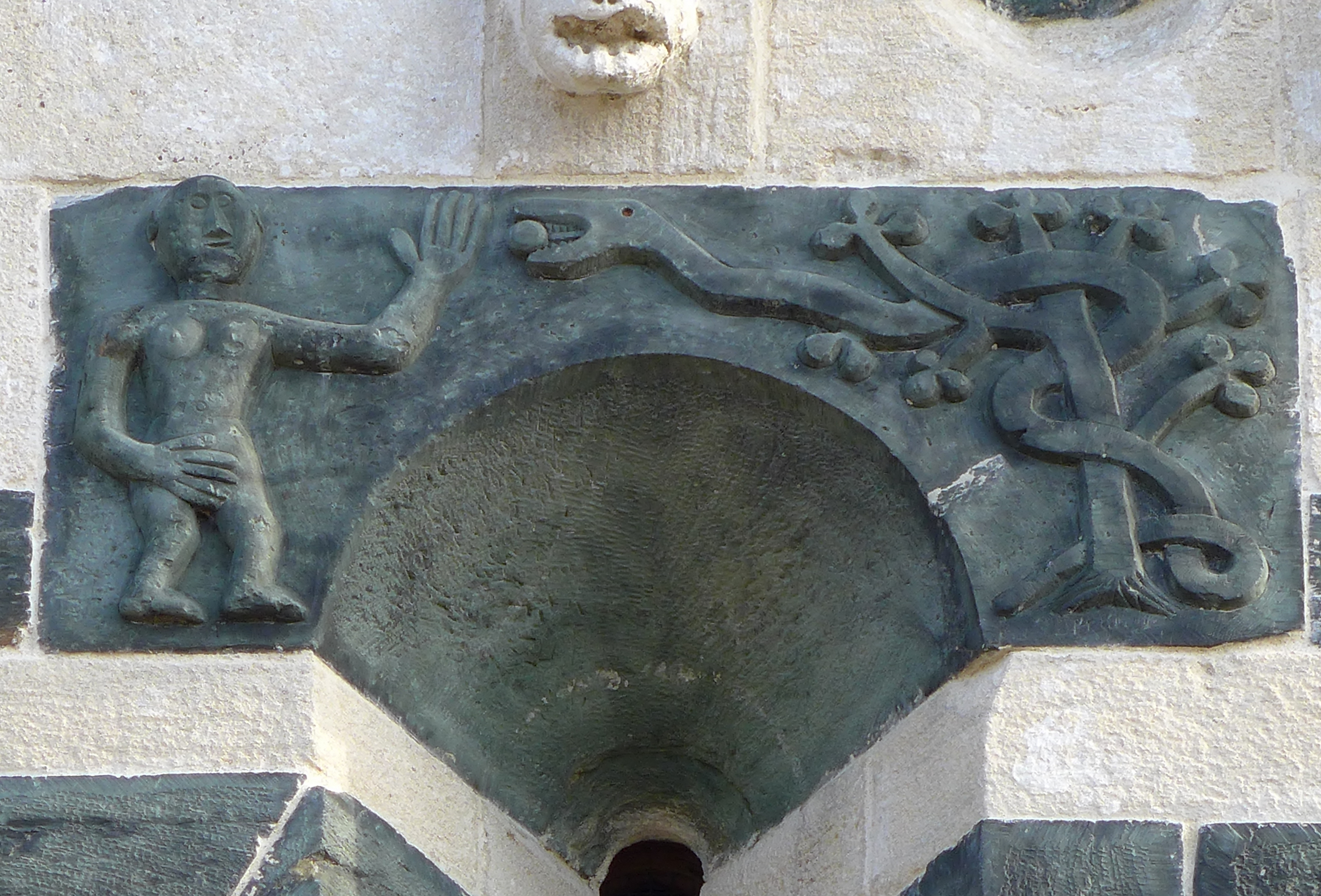
Linteau de la fenêtre Ouest : Ève succombant au serpent
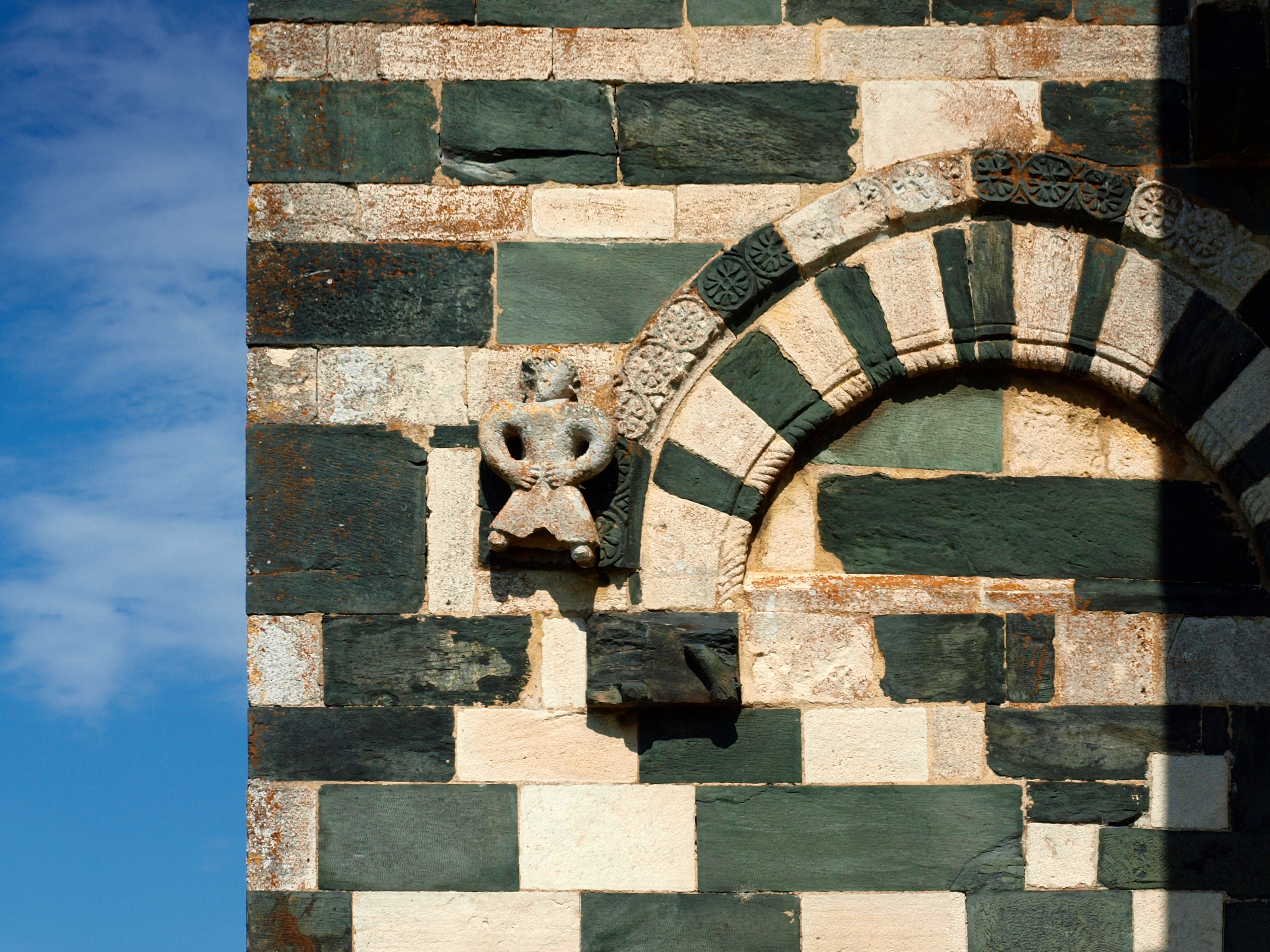
Modillons à gauche de l'entrée
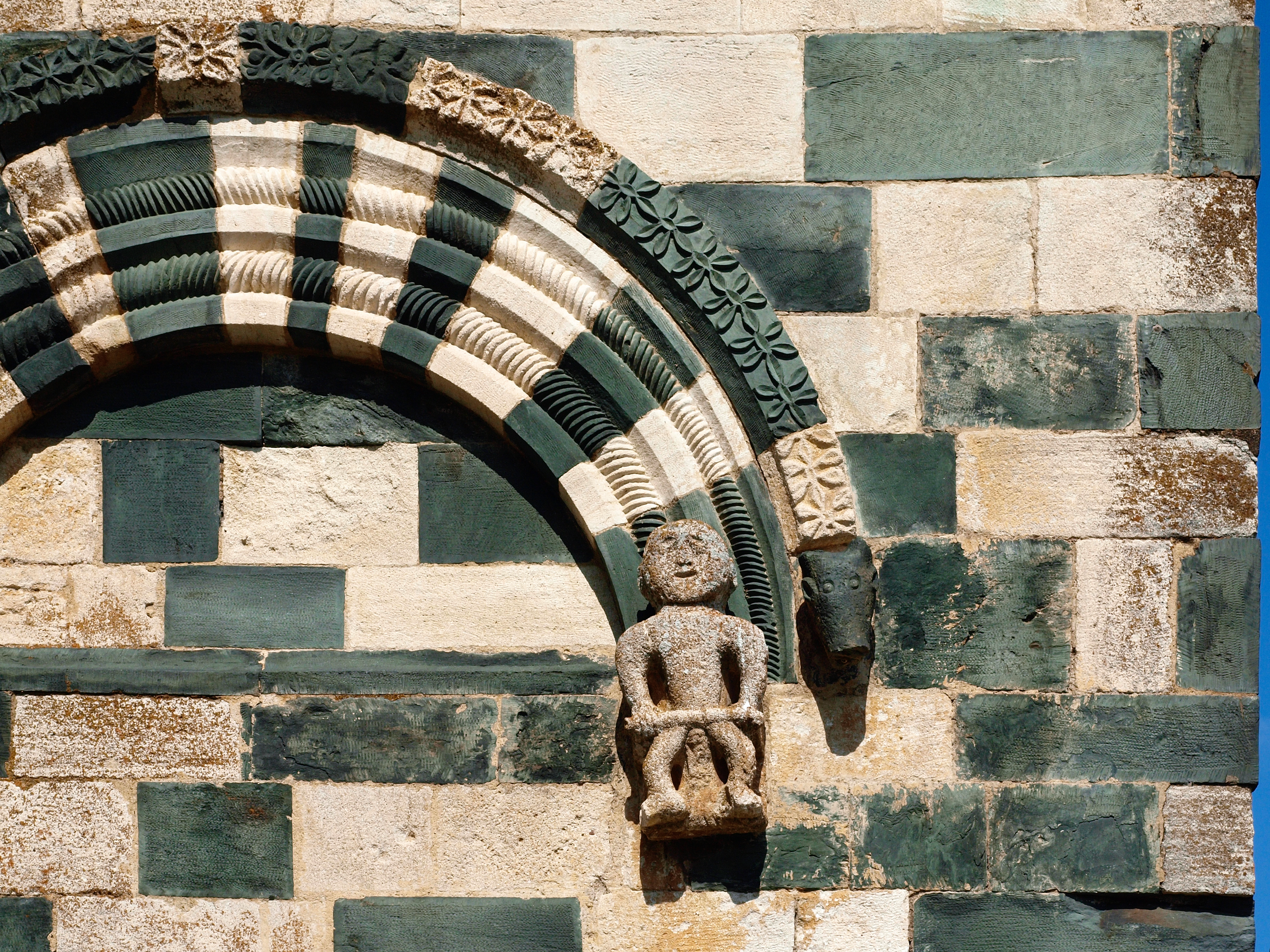
Modillons à droite de l'entrée
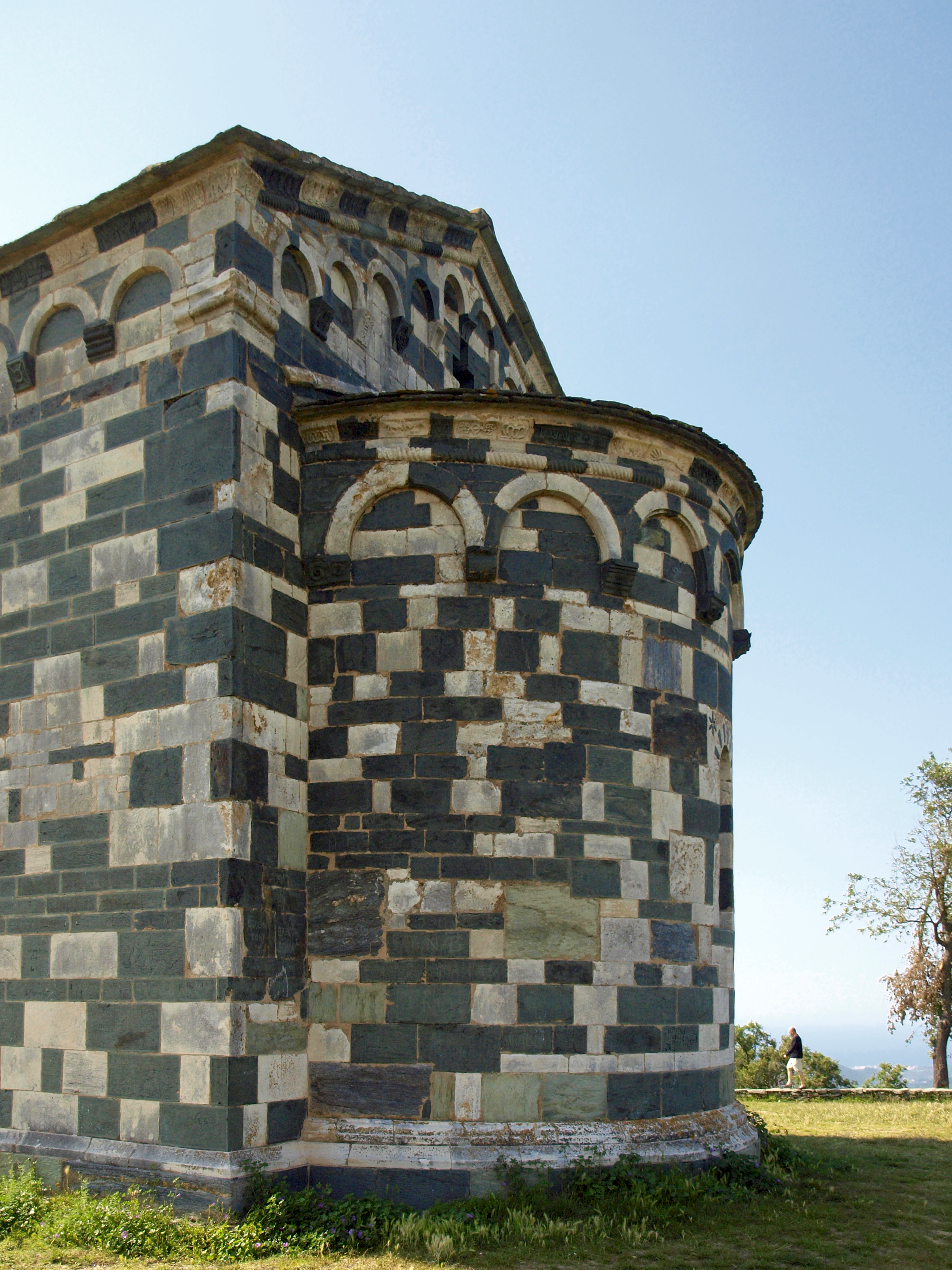
Chevet
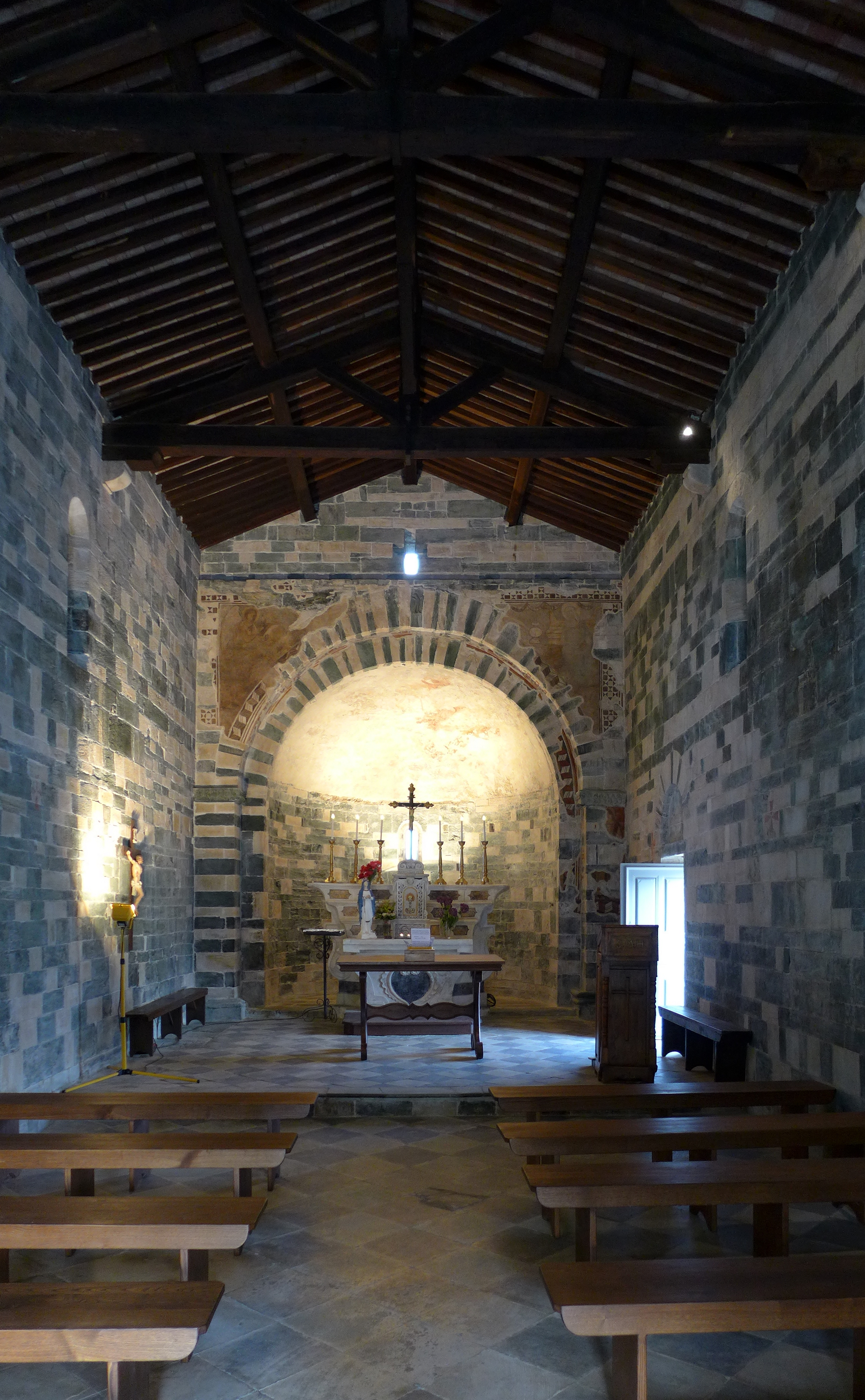
Autel et fresques
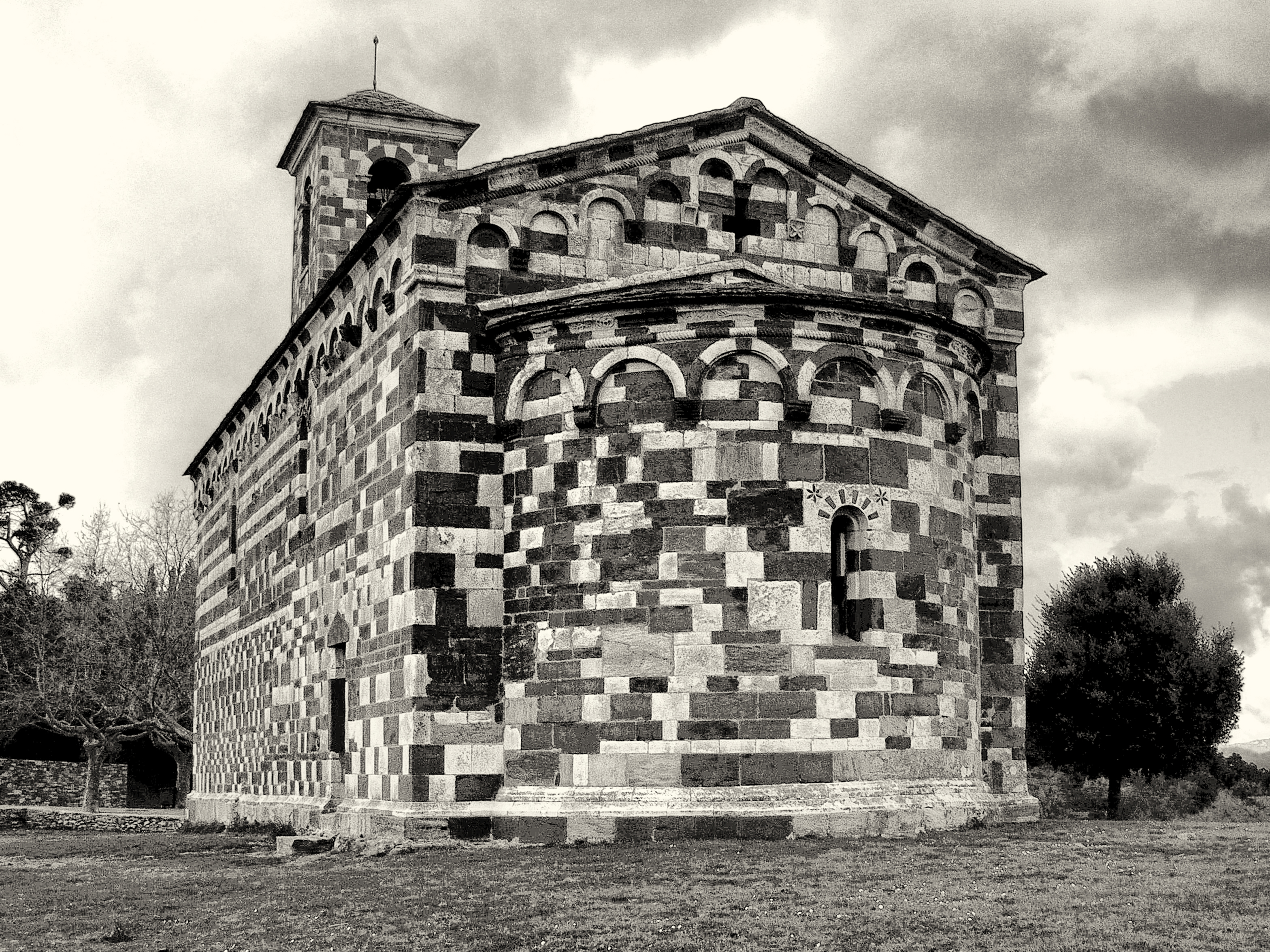
Chevet
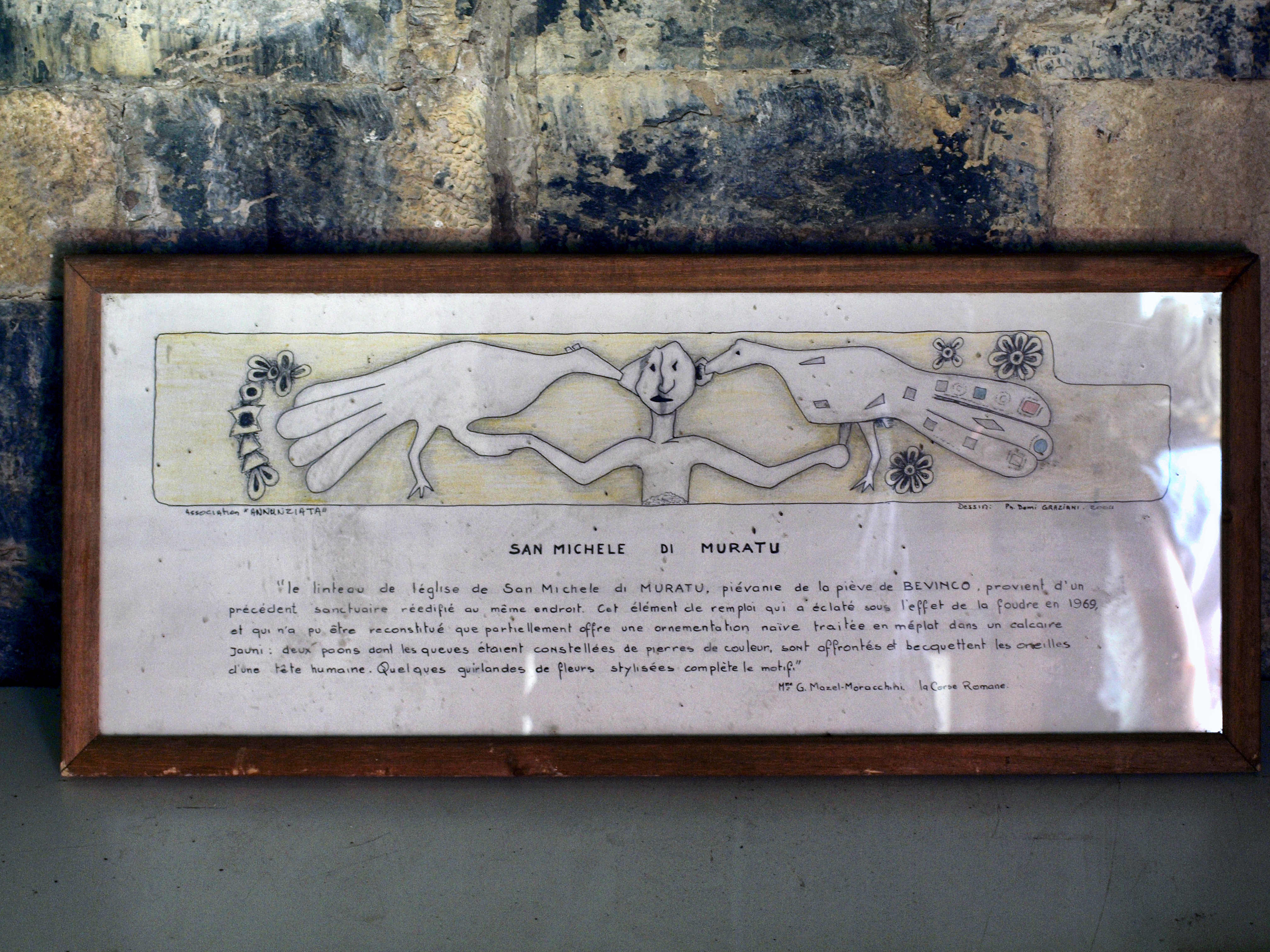
Informations sur le linteau

## Pour approfondir